# سیارک ۵۵۹۶
سیارک ۵۵۹۶ (به انگلیسی: 5596 Morbidelli، نامگذاری:1991PQ10) پنج هزار و پانصد و نود و ششمین سیارک کشف شده‌است که در ۷ اوت ۱۹۹۱ کشف شد.
قدر مطلق سیارک برابر ۱۳٫۷۰ است.